# Lista de municípios da Ilha do Príncipe Eduardo

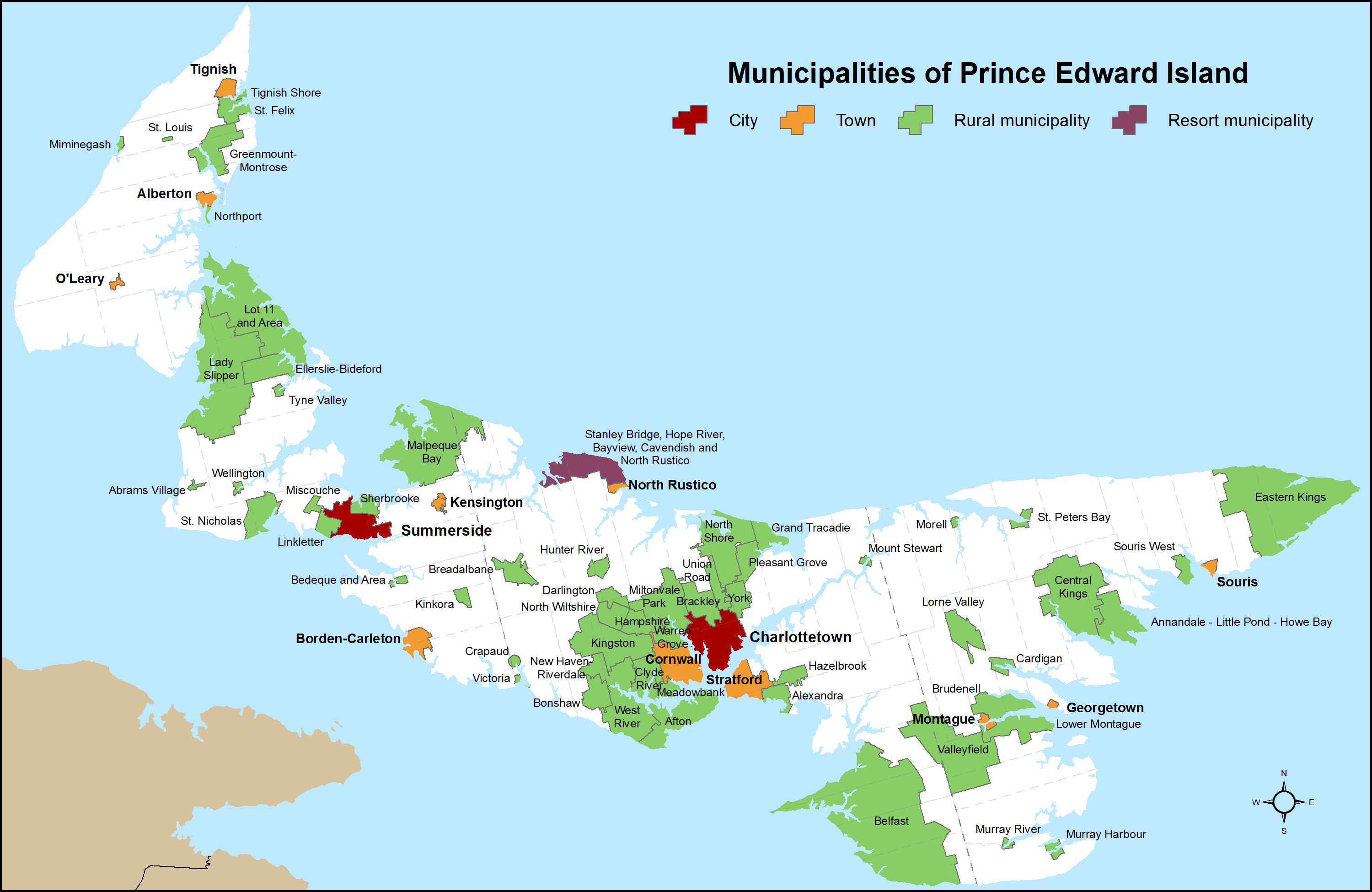
Distribuição dos 72 municípios da Ilha do Príncipe Eduardo por tipo de status municipal.

A Ilha do Príncipe Eduardo é a província com a menor população do Canadá, com cerca de 142.907 habitantes, de acordo com o censo de 2016 e é a menor subdivisão canadense em área territorial, com apenas 5.686 quilômetros quadrados. Os 63 municípios da Ilha do Príncipe Eduardo abrigavam 70% de sua população em 2016. Esses municípios fornecem serviços de governo local a seus residentes na forma de proteção contra incêndios, serviços de planejamento municipal e planejamento de medidas emergenciais. As áreas restantes não incorporadas não têm governo local.
Os status municipais na Ilha do Príncipe Eduardo incluem cidades, towns (pequenas cidades), municípios rurais e municípios resort. Nos termos da Lei do Governo Municipal da Ilha do Príncipe Eduardo de 2016, que entrou em vigor em 23 de dezembro de 2017, a formação de um município pode ser proposta pelo Ministro de Comunidades, Terra e Meio Ambiente (CLE), o conselho de um município existente, ou petição assinada por 30% dos moradores que seriam os eleitores do novo município. Para ser elegível para o status de cidade ou town, certos critérios mínimos estimados de população e valor de avaliação de propriedades devem ser atendidos. Se esses critérios não forem cumpridos, a condição de município rural pode ser concedida se a opinião do Ministro da CLE for de interesse público. O município resort na província que foi estabelecido por ordem no conselho em 1990 continua como tal na Lei do Governo Municipal, mas nenhum novo resort pode ser criado.
A Ilha do Príncipe Eduardo tem duas cidades, dez towns, cinquenta comunidades e um município resort, os quais estão distribuídas em três condados - Kings, Prince e Queens. Aproximadamente 26% dos residentes vivem na capital provincial, Charlottetown, e outros 24% vivem na aglomeração censitária de Charlottetown.

## Municípios

### Cidades
Sob a Lei do Governo Municipal da província da Ilha do Príncipe Eduardo, um município pode incorporar-se como cidade se tiver uma população estimada que atinja ou exceda 15.000 e um valor total de avaliação de propriedade que atenda ou exceda C$ 750 milhões. A Iha do Príncipe Eduardo tem duas cidades, Charlottetown é a capital e a maior cidade da província, tanto em população (com 36.094 habitantes) quanto em área terrestre (com 44,34 quilômetros quadrados). Forma o núcleo de uma aglomeração do censo que abrange o meio da ilha e abriga 69.325 residentes, ou seja, 49% da população da ilha. A segunda maior cidade da província é Summerside, localizada no lado oeste da ilha. Tem uma população de 14.829 e uma área de terra de 28,49 quilômetros quadrados. Começando com as eleições municipais em 2018, as cidades elegeram um prefeito e oito vereadores, embora isso possa ser aumentado para um prefeito e dez vereadores, se decretado pelo estatuto municipal.

### Towns
Sob a Lei do Governo Municipal da província, um município pode incorporar uma town se tiver uma população estimada que atinja ou exceda 4.000, mas inferior a 15.000, e um valor total de avaliação de propriedade que atenda ou exceda C$ 200 milhões, mas seja inferior a C$ 750 milhões. A Ilha do Príncipe Eduardo tem dez municípios que são municípios incorporados, que tinham uma população cumulativa de 24.252 no censo de 2016. As maiores e menores towns da província são Stratford e North Rustico, com populações de 9.706 e 607, respectivamente. Cornwall é a maior town da Ilha do Príncipe Eduardo em uma área de terra com 28,19 quilômetros quadrados, e O'Leary é a menor town da província por área terrestre com somente 1,68 quilômetro quadrado. A town mais nova da província é Three Rivers, que se incorporou em 28 de setembro de 2018 através da fusão das towns de Georgetown e Montague, cinco municípios rurais (Brudenell, Cardigan, Lorne Valley, Lower Montague e Valleyfield), e partes de três áreas adjacentes não incorporadas. Começando com as eleições municipais em 2018, as towns elegeram um prefeito e seis vereadores, embora isso possa ser aumentado para um prefeito e oito vereadores, se promulgados pela lei municipal.

### Municípios rurais
Sob a Lei do Governo Municipal da província, os municípios que anteriormente detinham o status de comunidade segundo a Lei de Municípios anteriores foram transportados como municípios rurais. Com a fusão de Brackley e Winsloe South em 15 de dezembro de 2017, e então a Lei do Governo Municipal entrando em vigor oito dias depois, em 23 de dezembro de 2017, a Ilha do Príncipe Eduardo tinha 58 comunidades que se tornaram municípios rurais. Em 28 de setembro de 2018, três amalgamações reduziram o total de municípios rurais para 50. A partir do censo de 2016, os maiores e menores municípios rurais da província são Belfast e Tignish Shore, com populações de 1.670 e 57 respectivamente. Começando com as eleições municipais em 2018, os municípios rurais elegeram, um prefeito e seis conselheiros, embora isso possa ser aumentado para um prefeito e oito vereadores, se decretados pela lei municipal.

### Municípios resort

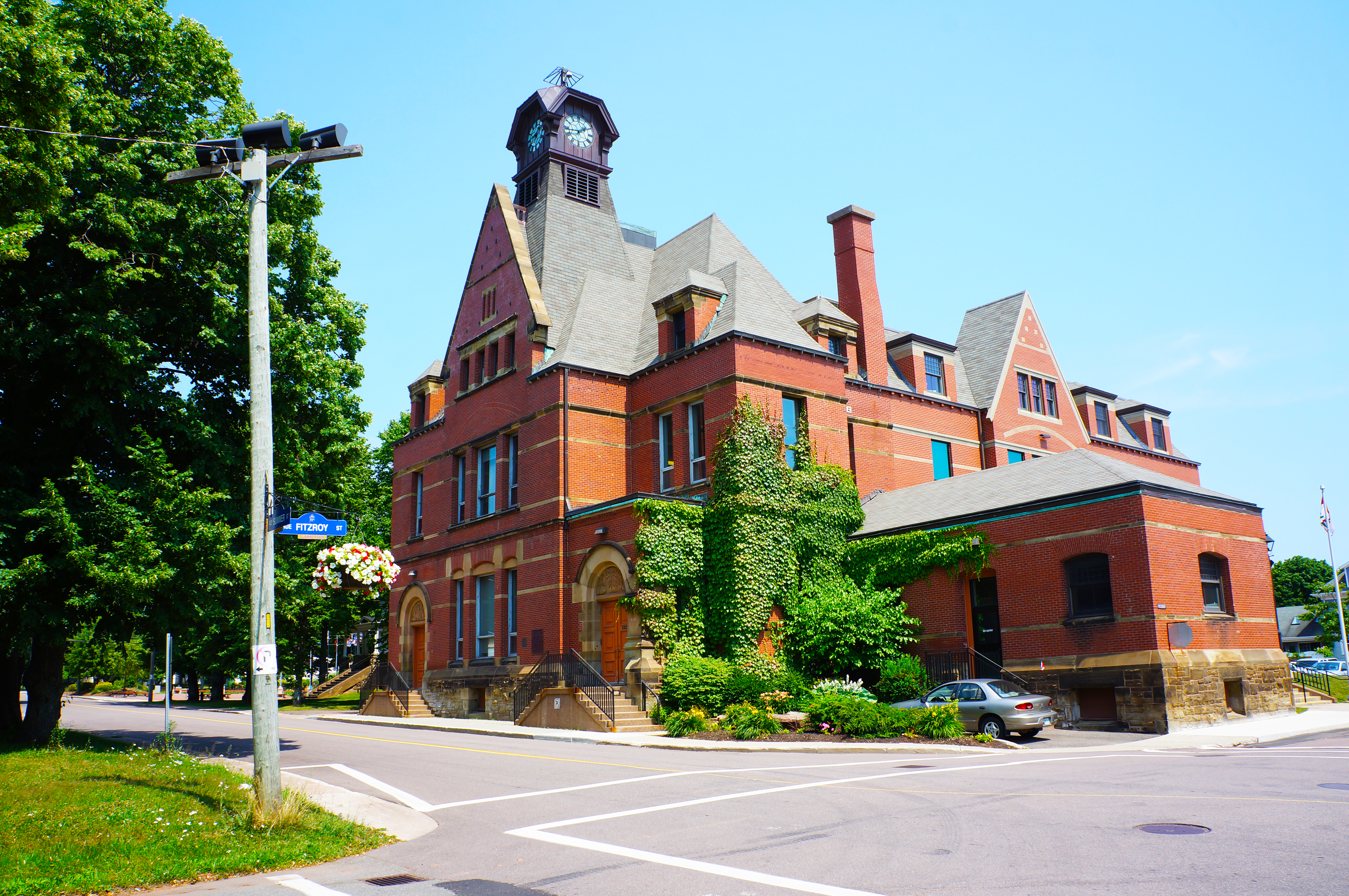
Vista da prefeitura de Summerside.

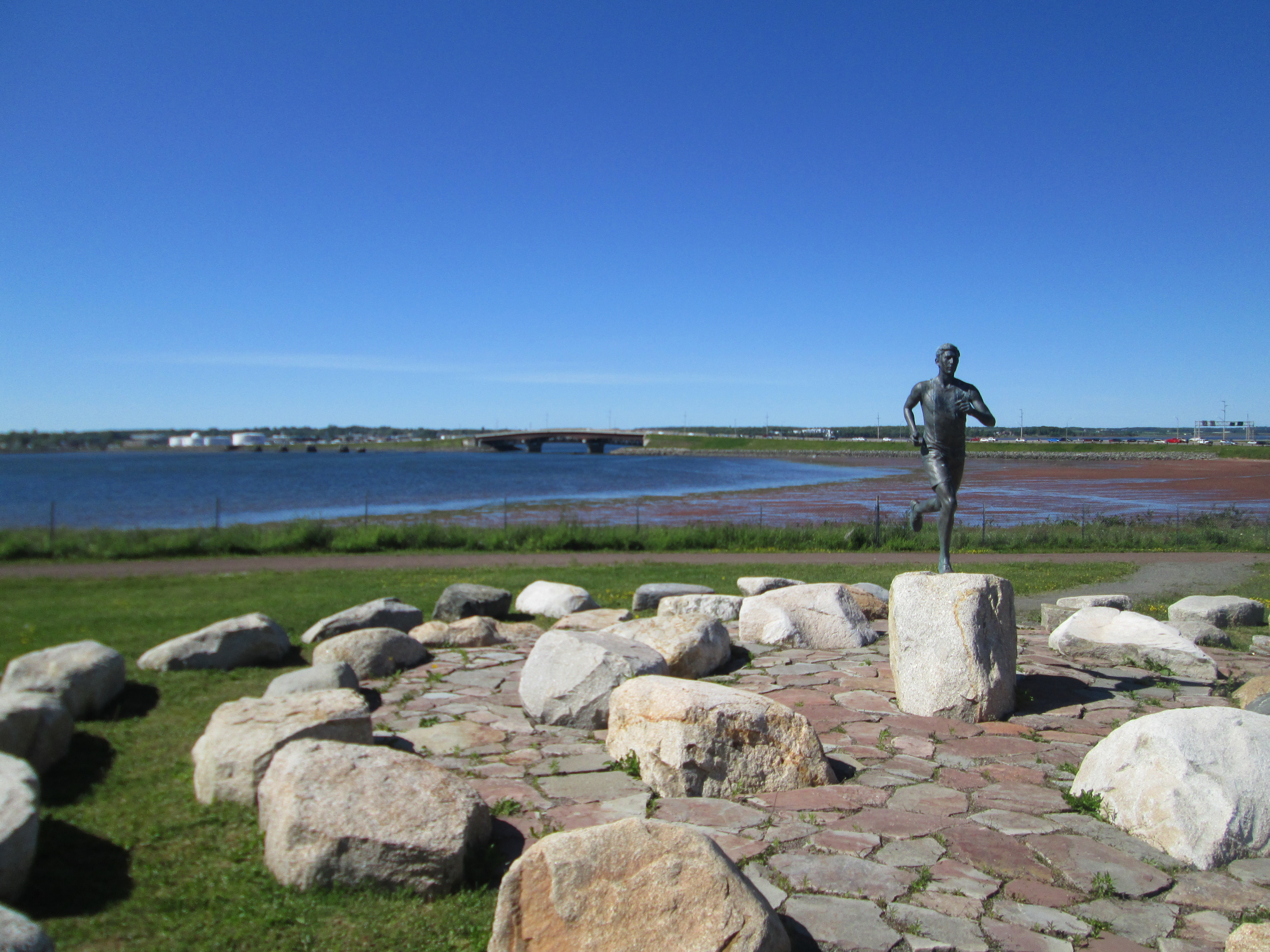
Fonte da Diversidade em Stratford.

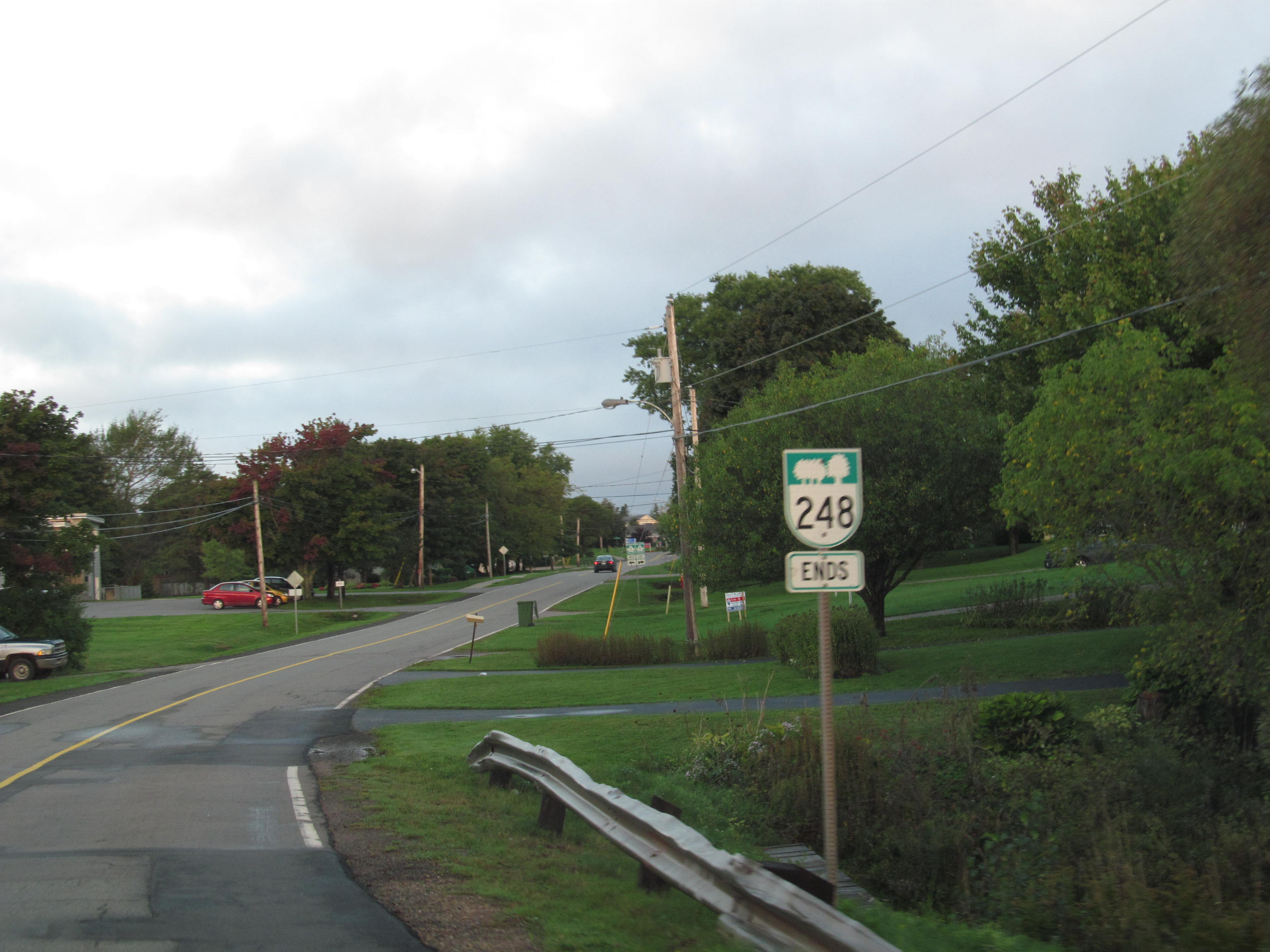
Estrada provincial PE 248 em Cornwall, é a quarta maior cidade da província.

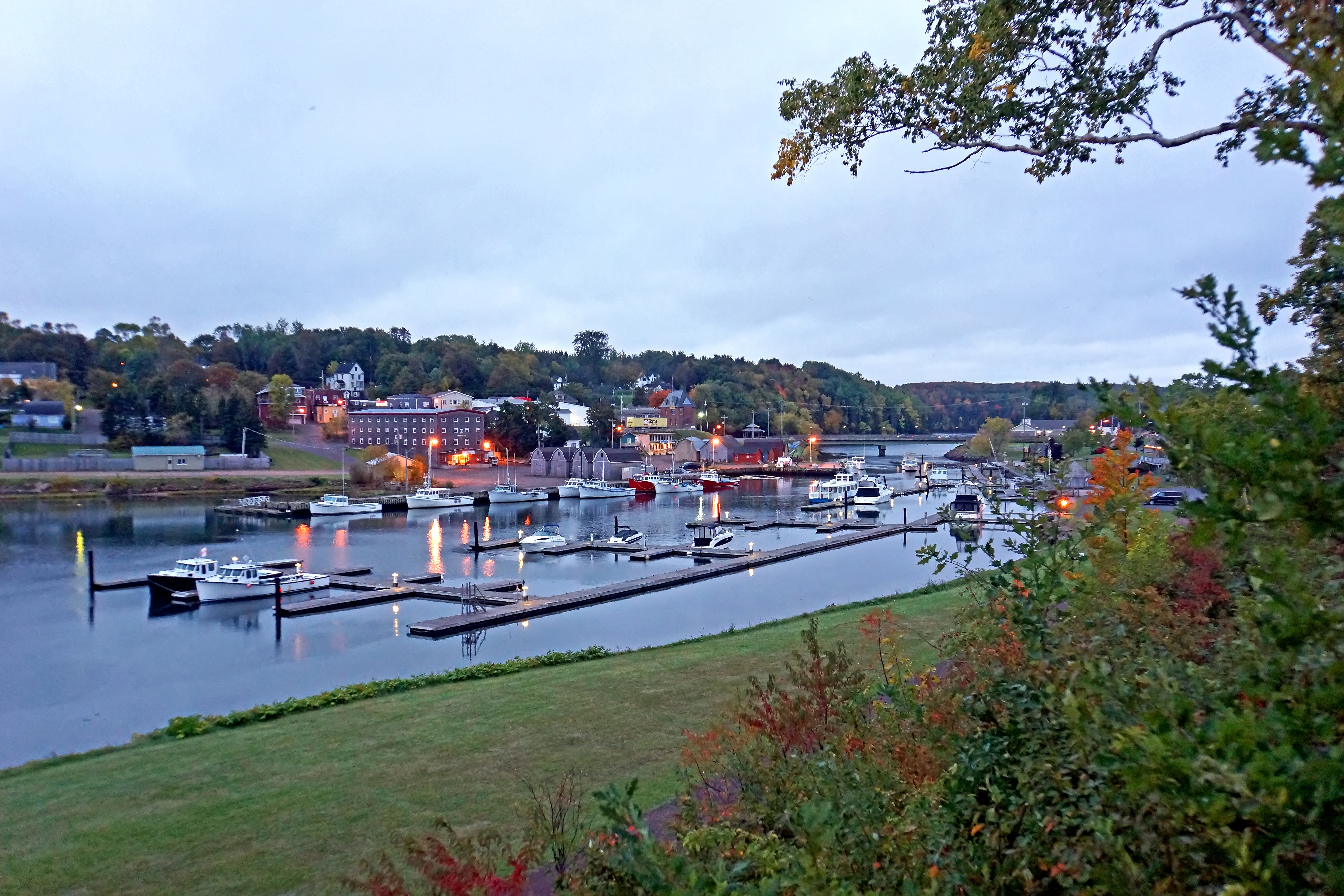
Marina de Montaque em Three Rivers.

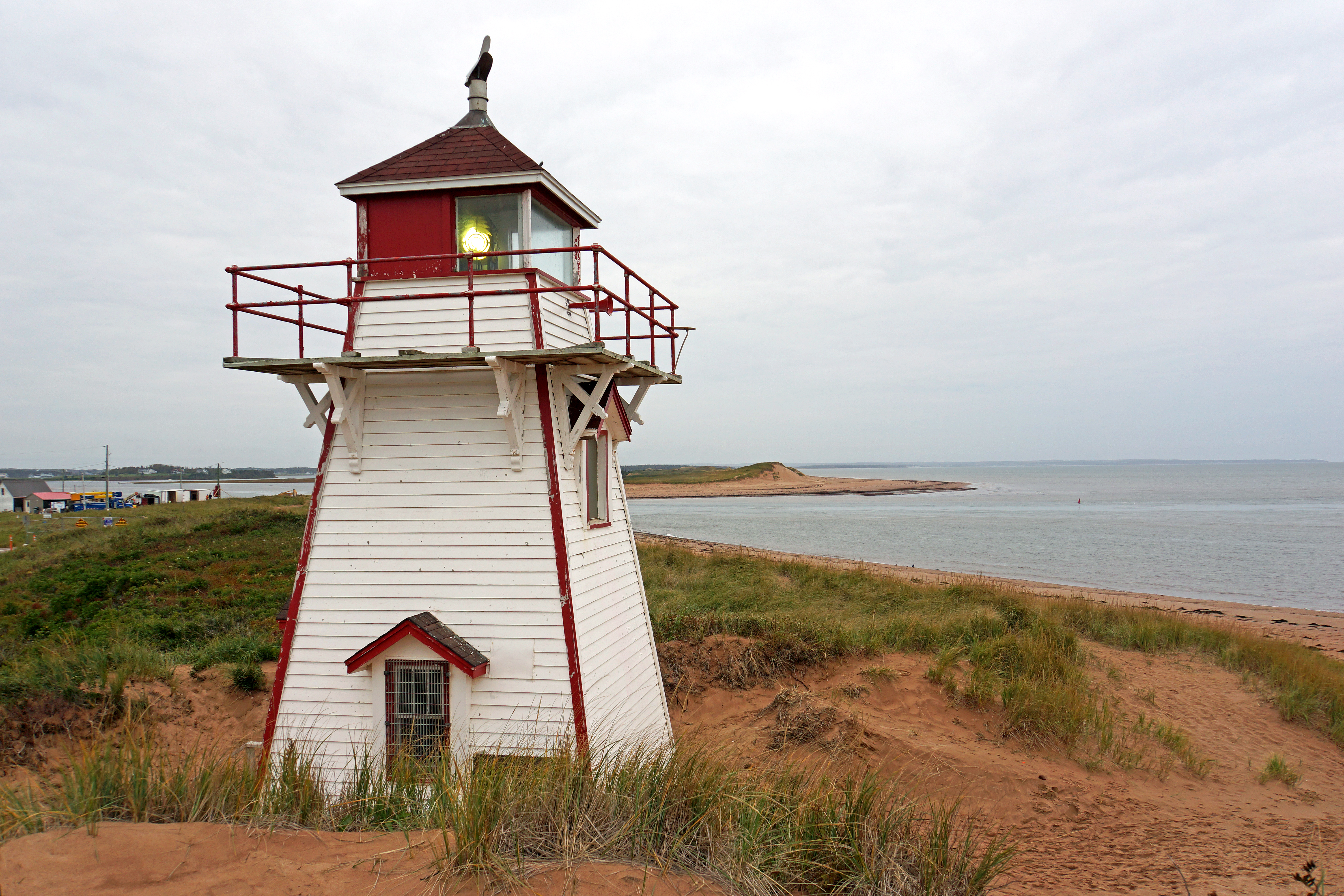
Farol do porto de Covehead em North Shore.

Campos em Belfast.

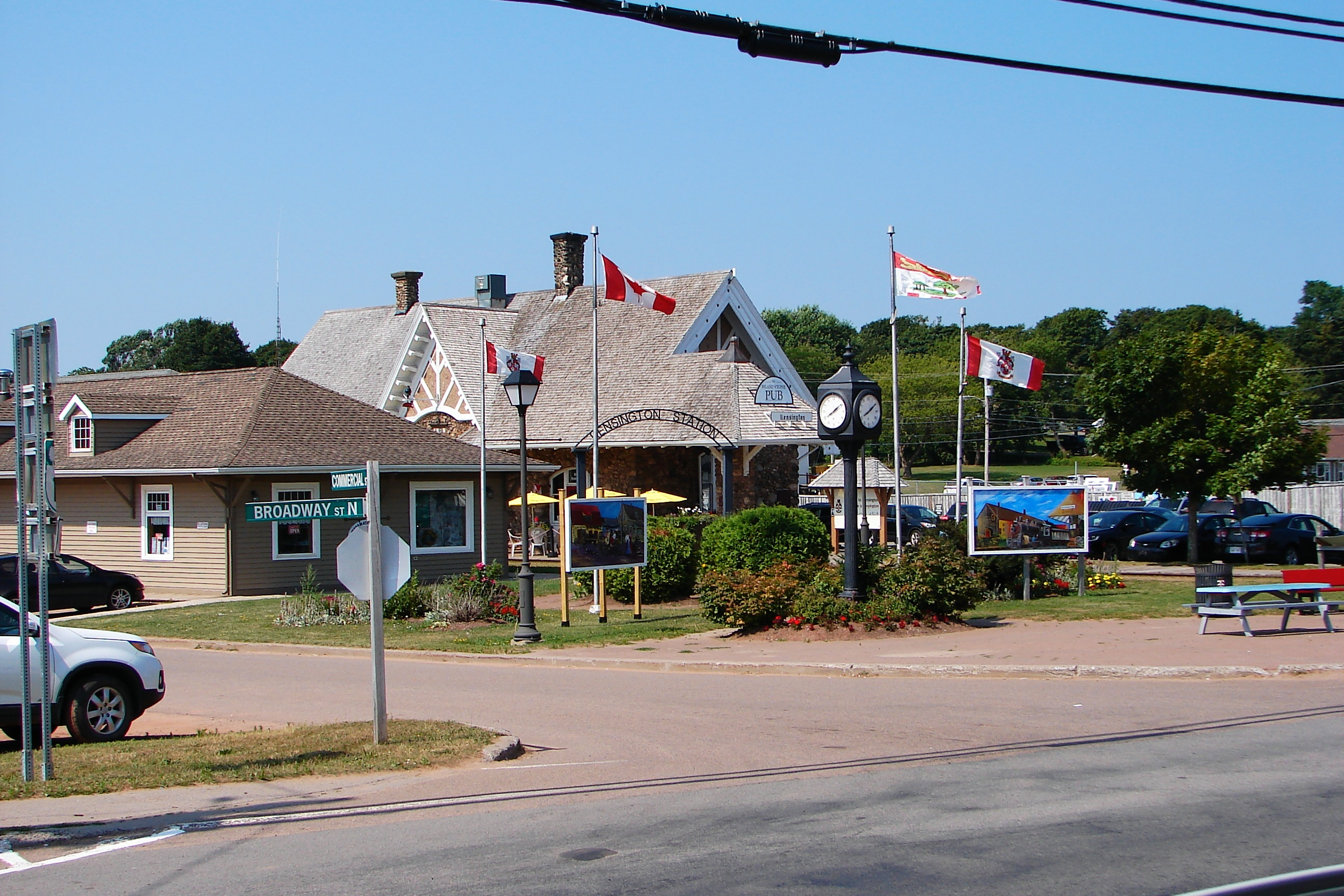
Imagem em Kensington.

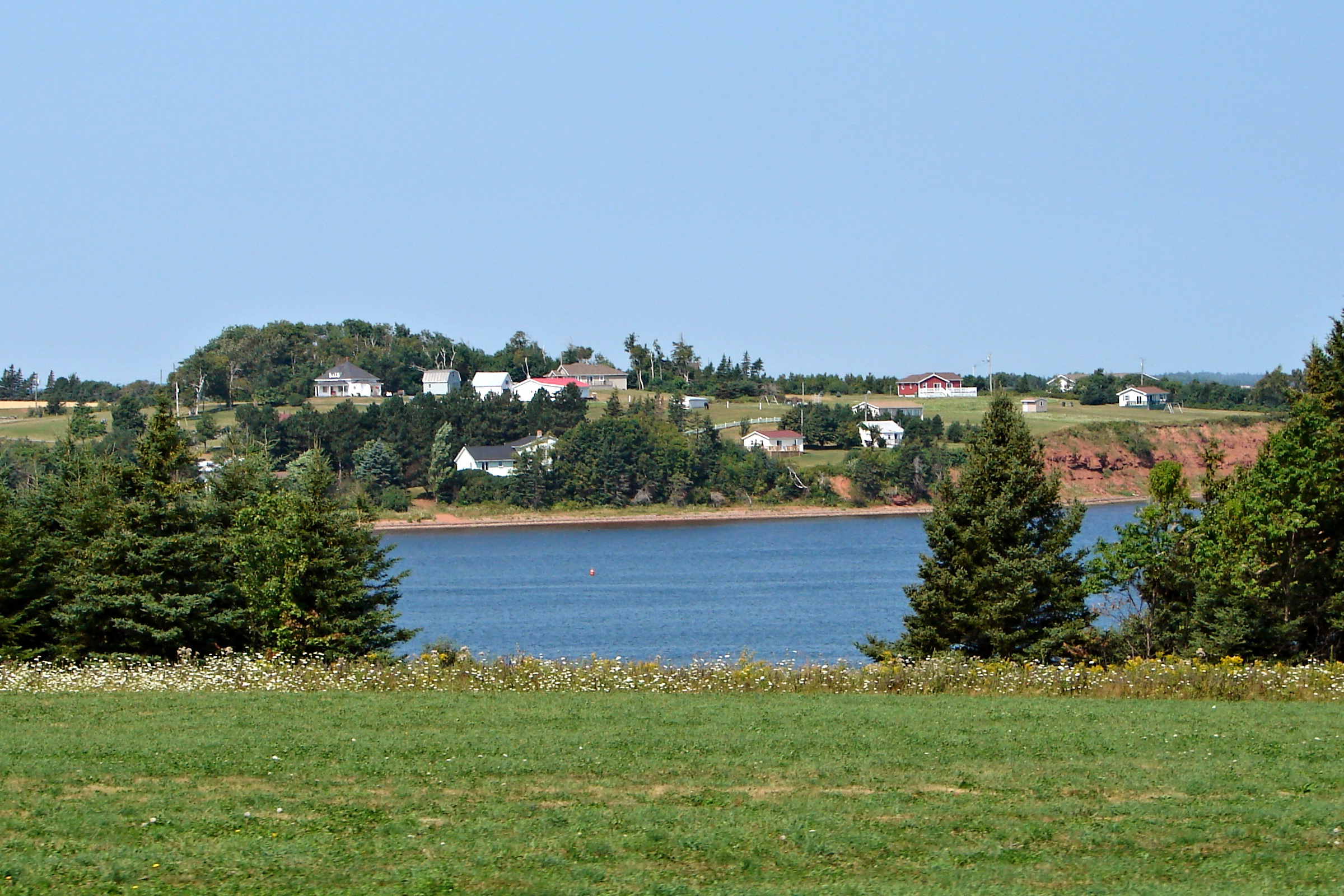
Imagem do Município Resort.

A Ilha do Príncipe Eduardo tem um município que detém o status de município resort. O Município Resorte de Stanley Bridge, Hope River, Bayview, Cavendish e North Rustico foi estabelecido como uma municipalidade resorte em 1990. A Lei do Governo Municipal da província permite que este município continue evitando o estabelecimento de municípios adicionais no futuro. Começando com as eleições municipais em 2018, o município resorte elegeu um prefeito e seis vereadores, embora isso possa ser aumentado para um prefeito e oito vereadores, se decretado pela lei municipal.

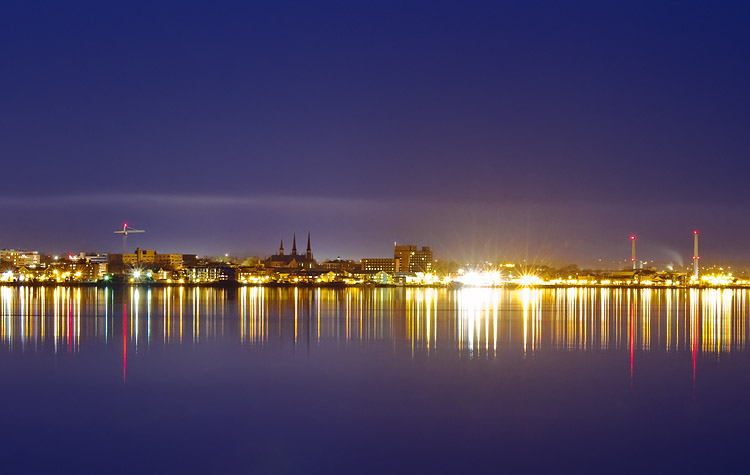
Vista de Charlottetown, a maior cidade da Ilha do Príncipe Eduardo.

## Lista
| Nome                                                           | Condado | Status municipal | Ano de incorporação | Censo de 2016    | Censo de 2016    | Censo de 2016 |
| Nome                                                           | Condado | Status municipal | Ano de incorporação | População (2016) | População (2011) | Mudança       |
| -------------------------------------------------------------- | ------- | ---------------- | ------------------- | ---------------- | ---------------- | ------------- |
| Charlottetown                                                  | Queens  | Cidade           | 1855                | 36.094           | 34.562           | +4.4%         |
| Summerside                                                     | Prince  | Cidade           | 1877                | 14.829           | 14.751           | +0.5%         |
| Alberton                                                       | Prince  | Town             | 1913                | 1.145            | 1.135            | +0.9%         |
| Borden-Carleton                                                | Prince  | Town             | 1995                | 724              | 750              | −3.5%         |
| Cornwall                                                       | Queens  | Town             | 1995                | 5.348            | 5.162            | +3.6%         |
| Kensington                                                     | Prince  | Town             | 1914                | 1.619            | 1.513            | +7.0%         |
| North Rustico                                                  | Queens  | Town             | 1954                | 607              | 583              | +4.1%         |
| O'Leary                                                        | Prince  | Town             | 1951                | 815              | 812              | +0.4%         |
| Souris                                                         | Kings   | Town             | 1910                | 1.053            | 1.173            | −10.2%        |
| Stratford                                                      | Queens  | Town             | 1995                | 9.706            | 8.574            | +13.2%        |
| Three Rivers                                                   | Kings   | Town             | 2018                | 4.519            | 4.707            | −4.0%         |
| Tignish                                                        | Prince  | Town             | 1952                | 719              | 779              | −7.7%         |
| Abram-Village                                                  | Prince  | Município rural  | 1974                | 272              | 267              | +1.9%         |
| Afton                                                          | Queens  | Município rural  | 1974                | 1.291            | 1.222            | +5.6%         |
| Alexandra                                                      | Queens  | Município rural  | 1972                | 221              | 224              | −1.3%         |
| Annandale-Little Pond-Howe Bay                                 | Kings   | Município rural  | 1975                | 211              | 262              | −19.5%        |
| Bedeque and Area                                               | Prince  | Município rural  | 2014                | 302              | 310              | −2.6%         |
| Belfast                                                        | Queens  | Município rural  | 1972                | 1.67             | 1.637            | +2.0%         |
| Bonshaw                                                        | Queens  | Município rural  | 1977                | 187              | 218              | −14.2%        |
| Brackley                                                       | Queens  | Município rural  | 1938                | 596              | 561              | +6.2%         |
| Breadalbane                                                    | Queens  | Município rural  | 1991                | 167              | 173              | −3.5%         |
| Central Kings                                                  | Kings   | Município rural  | 1975                | 339              | 329              | +3.0%         |
| Central Prince                                                 | Prince  | Município rural  | 2018                | 1.112            | 1.162            | −4.3%         |
| Clyde River                                                    | Queens  | Município rural  | 1974                | 653              | 576              | +13.4%        |
| Crapaud                                                        | Queens  | Município rural  | 1950                | 319              | 345              | −7.5%         |
| Darlington                                                     | Queens  | Município rural  | 1983                | 91               | 109              | −16.5%        |
| Eastern Kings                                                  | Kings   | Município rural  | 1974                | 709              | 702              | +1.0%         |
| Greenmount-Montrose                                            | Prince  | Município rural  | 1977                | 266              | 258              | +3.1%         |
| Hampshire                                                      | Queens  | Município rural  | 1974                | 335              | 420              | −20.2%        |
| Hazelbrook                                                     | Queens  | Município rural  | 1974                | 183              | 172              | +6.4%         |
| Hunter River                                                   | Queens  | Município rural  | 1974                | 356              | 294              | +21.1%        |
| Kingston                                                       | Queens  | Município rural  | 1974                | 1.096            | 794              | +38.0%        |
| Kinkora                                                        | Prince  | Município rural  | 1955                | 336              | 339              | −0.9%         |
| Linkletter                                                     | Prince  | Município rural  | 1972                | 310              | 320              | −3.1%         |
| Lot 11 and Area                                                | Prince  | Município rural  | 1982                | 613              | 635              | −3.5%         |
| Malpeque Bay                                                   | Queens  | Município rural  | 1973                | 1.03             | 1.029            | +0.1%         |
| Meadowbank                                                     | Queens  | Município rural  | 1974                | 355              | 338              | +5.0%         |
| Miltonvale Park                                                | Queens  | Município rural  | 1974                | 1.148            | 1.153            | −0.4%         |
| Miminegash                                                     | Prince  | Município rural  | 1968                | 148              | 173              | −14.5%        |
| Miscouche                                                      | Prince  | Município rural  | 1957                | 873              | 869              | +0.5%         |
| Morell                                                         | Kings   | Município rural  | 1953                | 297              | 313              | −5.1%         |
| Mount Stewart                                                  | Queens  | Município rural  | 1953                | 209              | 225              | −7.1%         |
| Murray Harbour                                                 | Kings   | Município rural  | 1953                | 258              | 320              | −19.4%        |
| Murray River                                                   | Kings   | Município rural  | 1955                | 304              | 334              | −9.0%         |
| New Haven-Riverdale                                            | Queens  | Município rural  | 1974                | 520              | 485              | +7.2%         |
| North Shore                                                    | Queens  | Município rural  | 1974                | 2.08             | 1.901            | +9.4%         |
| North Wiltshire                                                | Queens  | Município rural  | 1974                | 189              | 182              | +3.8%         |
| Northport                                                      | Prince  | Município rural  | 1974                | 186              | 188              | −1.1%         |
| Sherbrooke                                                     | Prince  | Município rural  | 1972                | 159              | 172              | −7.6%         |
| Souris West                                                    | Kings   | Município rural  | 1972                | 399              | 399              | 0.0%          |
| St. Felix                                                      | Prince  | Município rural  | 1977                | 333              | 348              | −4.3%         |
| St. Louis                                                      | Prince  | Município rural  | 1964                | 66               | 51               | +29.4%        |
| St. Nicholas                                                   | Prince  | Município rural  | 1991                | 211              | 198              | +6.6%         |
| St. Peters Bay                                                 | Kings   | Município rural  | 1953                | 237              | 253              | −6.3%         |
| Tignish Shore                                                  | Prince  | Município rural  | 1975                | 57               | 73               | −21.9%        |
| Tyne Valley                                                    | Prince  | Município rural  | 1966                | 249              | 222              | +12.2%        |
| Union Road                                                     | Queens  | Município rural  | 1977                | 204              | 235              | −13.2%        |
| Victoria                                                       | Queens  | Município rural  | 1951                | 74               | 104              | −28.8%        |
| Warren Grove                                                   | Queens  | Município rural  | 1985                | 356              | 367              | −3.0%         |
| Wellington                                                     | Prince  | Município rural  | 1959                | 415              | 409              | +1.5%         |
| West River                                                     | Queens  | Município rural  | 1974                | 801              | 741              | +8.1%         |
| York                                                           | Queens  | Município rural  | 1986                | 408              | 284              | +43.7%        |
| Stanley Bridge, Hope River, Bayview, Cavendish e North Rustico | Queens  | Município resort | 1990                | 328              | 266              | +23.3         |
| Total cidades                                                  | –       | –                | –                   | 50.923           | 49.313           | +3.3%         |
| Total towns                                                    | –       | –                | –                   | 26.255           | 25.188           | +4.2%         |
| Total municípios rurais                                        | –       | –                | –                   | 23.201           | 22.695           | +2.2%         |
| Total municípios resort                                        | –       | –                | –                   | 328              | 266              | +23.3%        |
| Total municípios                                               | –       | –                | –                   | 100.707          | 97.462           | +3.3%         |
| Ilha do Príncipe Eduardo                                       | –       | –                | –                   | 142.907          | 140.204          | +1.9%         |